# Верхний Алыштан
Верхний Алыштан (баш. Үрге Алаштан) — деревня в Федоровском районе Республики Башкортостан Российской Федерации. Входит в состав Булякаевского сельсовета.

## География

### Географическое положение
Расстояние до:
- районного центра (Фёдоровка): 15 км.

## Население
| 2002 | 2009 | 2010 |
| ---- | ---- | ---- |
| 322  | →322 | ↗351 |

Национальный состав
Согласно переписи 2002 года, преобладающие национальности — мордва (эрзяне) (69 %).